# 雅各布·尼尔森 (网页易用性顾问)
雅各布·尼尔森（Jakob Nielsen，1957年10月5日—）是一名丹麦的网页易用性顾问。 他持有位于哥本哈根的丹麦技术大学的人机交互博士。

## 背景
尼尔森于1957年10月5日出生于丹麦哥本哈根。他于1988年获得丹麥理工大學人机交互的博士学位。
尼尔森早年的工作经验包括在Bellcore（现为卓讯科技，曾为贝尔通信研究所）工作，曾在丹麥理工大學，以及在Thomas J. Watson研究中心的IBM用户界面研究所。

## 事业
从1994年到1998年，他是一名太阳计算机系统的杰出工程师。由于大型应用程序一直是他在贝尔通信和 IBM 负责的大部分重点项目，所以他受雇于提高大型企业软件的易用性。但幸运的是，杰出工程师的职位定义是“您应该是您所在领域的世界领先专家，因此您可以自由决定对于公司而言最重要的工作。”因此，尼尔森博士最终在太阳公司花费了大部分时间定义了新兴领域——网页的易用性。他是负责围绕太阳公司官网和 Intranet (SunWeb) 的多个设计的易用性领导者，包括1994年的原始SunWeb设计。

### 其他活动
尼尔森是摩根考夫曼出版公司关于交互技术丛书的编委会成员。
尼尔森每两周撰写一篇关于网站设计问题的时事通讯（AlertBox），并出版了多本有关网页设计主题的书籍。在他自己的网站上关于易用性研究的定期文章引起媒体关注后，他与易用性专家唐·諾曼共同创立了易用性咨询公司尼尔森诺曼集团（Nielsen Norman Group）。

## 贡献
尼尔森创立了“折扣式工程化易用性测试”运动，以快速廉价地改进用户界面，同时发明了几种可用性方法，包括启发式评估。他拥有79项美国专利，主要是使网页更易于使用的方法。
尼尔森用自己的名字命名了尼尔森定律。该定律指出，高端家庭用户的网络连接速度每年将增加50％，或者每21个月增加一倍。作为推论，他指出，由于该增长率低于摩尔定律关于处理器功率定律所预测的增长率，因此用户体验将始终受带宽限制。
尼尔森还定义了其“易用性目标”的五个质量要素，即： 
- 易学性
- 效率
- 记忆性
- 错误（低错误率）
- 满意度

尼尔森一直被一些平面设计师批评未能兼顾其他重要用户体验的考量，如排版、可读性、视觉线索（visual cues）的层次和重要性，以及吸引力。
Nielsen因批评Windows 8的用户界面而在计算和主流媒体中被引用。设计公司Teague的创意总监汤姆·霍布斯（Tom Hobbs）批评了一些他认为尼尔森在此问题上的观点，尼尔森对此做出了一些澄清。 随后于2012年10月26日发布的Windows 8简短而麻烦的历史似乎证实了尼尔森的批评：基于Windows系统的销量在Windows 8推出后暴跌；微软于2013年10月18日发布了一个新版本Windows 8.1，以修复Windows 8中发现的众多问题，并于2015年7月发布了完整的大修Windows 10。
尼尔森在2012年制定的指南将移动设备的网站与面向桌面的网站分开设计，这一做法受到了在Webmonkey的Scott Gilbertson以及在.net杂志的Josh Clark和在Opera的布鲁斯·劳森(Bruce Lawson)在《粉碎杂志》和其他主张响应式网页设计的技术人员和网页设计师的攻击。尼尔森在接受.net 杂志的采访时解释说，他是从易用性的角度而不是从实现的角度来编写其准则。但是，尼尔森似乎忽略了与响应式Web设计相关的新兴软件技术，该技术可以在移动屏幕到台式机显示器等各种屏幕尺寸的设备上运行单一代码，尽管需要更加辛苦的实现。

## 嘉奖
2010年，尼尔森被彭博商业周刊（Bloomberg Businessweek）列为28位“世界上最具影响力的设计师”。
SIGCHI 为表彰尼尔森对易用性研究的贡献，在2013年授予他终身实践奖。

## 参阅
- 易用性
- 网页设计